# Времеви кристал
Времеви кристал е понятие предложено в 2012 г. от Франк Уилчек. Това е материална структура, чието поведение във времето е аналог на кристал, доколкото в дискретни периодични моменти състоянието ѝ се повтаря. За обичайните кристали дискретното повторение е в пространството, докато във времето те са постоянни. Промяната от непрекъснатост към дискретност в съвременната физка се описва като понижаване на симетрията или нейно „разрушаване“. Мненията се обединяват около разбирането, че времевият кристал е ново състояние на материята. През 2014 и по-натък са предложени експериментални моделизации, които подкрепят идеята, като са направени и редица уточнения. Експеримент реализиран през 2017 г. понастоящем се приема за нейно потвърждение в действителността.
Проблемът, с който първоначално се сблъсква предложението на Уилчек е, че законът за запазване на енергията е свързан със симетрия във времето.Пребиваването на система в дискретни състояния, което да е устойчиво, както подсказва името „кристал“, предполага минимум на нейната енергия. Преминаване от едно състояние към друго е движение свързано с промяна в енергетичното състояние, така че тя не би могла да е през цялото време в минимум. Отговорът на парадокса е, че системата е едновременно устойчва и неравновесна. Това съчетание е допустимо в микросвета на квантовите явления.
За разбирането на времевите кристали са полезни различни аналогии:
- перпетуум мобиле с изброим набор от състояния, т.е. система преминаваща от едно състояние в друго без да дисипира енергия.[4]
- в свръхпроводник протичане на кръгов ток може да продължава неограничено време (т.е. „вечно“)
- химическите часовници демонстрират периодичност при силно неравновесни условия
- хореографски кристал[5]

Освен че се разработва активно, темата привлича вниманието и на популяризаторските начинания.